# Rada do Spraw Gospodarczych i Finansowych
Rada do Spraw Gospodarczych i Finansowych (ang. Economic and Financial Affairs Council, ECOFIN) – jedna z dziesięciu formacji Rady Unii Europejskiej, jedna z najstarszych. Na forum Rady ECOFIN zbierają się ministrowie gospodarki i finansów ze wszystkich państw członkowskich UE. W posiedzeniach uczestniczą także stosowni komisarze europejscy. Odbywają się także specjalne sesje ECOFIN służące przygotowaniu rocznego unijnego budżetu. Uczestniczą w nich krajowi ministrowie ds. budżetu oraz europejski komisarz ds. programowania finansowego i budżetu. W Radzie ECOFIN Polskę reprezentuje minister finansów. Posiedzenia ECOFIN zwykle mają miejsce raz w miesiącu.
Rada do Spraw Gospodarczych i Finansowych odpowiada za politykę gospodarczą, sprawy podatkowe i regulację usług finansowych, rynki i przepływy finansowe oraz stosunki gospodarcze z krajami spoza UE. Przygotowuje ona także roczny budżet UE oraz zajmuje się prawnymi i praktycznymi aspektami wspólnej waluty – euro. Rada ECOFIN koordynuje politykę gospodarczą państw członkowskich, dba o konwergencję ich wyników gospodarczych, a także monitoruje ich politykę budżetową i finanse publiczne, w tym podejmuje decyzje w ramach procedury nadmiernego deficytu.
Uzgadnia także stanowiska UE przed spotkaniami międzynarodowymi na takich forach, jak G20, Międzynarodowy Fundusz Walutowy czy Bank Światowy. Odpowiada za finansowe aspekty międzynarodowych negocjacji w sprawie przeciwdziałania zmianie klimatu. Do jej zadań należy zapewnienie prawidłowego funkcjonowania unii gospodarczej i walutowej. Najczęściej decyzje podejmuje większością kwalifikowaną po konsultacji z Parlamentem Europejskim lub w ramach współdecydowania z nim. Jedynie decyzje dotyczące podatków są podejmowane jednomyślnie.